# 靖江街道
靖江街道，中国浙江省杭州市萧山区下辖的一个街道。辖区总面积24平方公里，总人口11万。2009年8月23日，原靖江镇的安澜桥、小石桥、黎明、花神庙、伟南5个社区和雷东、和顺、靖南、靖东、光明、东桥、甘露、协谊、义南、靖港10个村，设置为新的靖江街道。

## 行政区划
靖江街道辖有以下地区：
安澜桥社区、小石桥社区、伟南社区、花神庙社区、黎明社区、光明村、东桥村、甘露村、协谊村、义南村、雷东村、和顺村、靖南村、靖东村和靖港村。

## 图片
- 空港新天地
- 黎明村附近
- 黎明村内教堂
- 国航浙江分公司